# Neochactas parvulus
Espèce
Synonymes
- Broteochactas parvulus Pocock, 1897

Neochactas parvulus est une espèce de scorpions de la famille des Chactidae.

## Distribution
Cette espèce est endémique du Pará au Brésil,.

## Description
Le mâle mesure 24 mm et la femelle 27 mm.

## Systématique et taxinomie
Cette espèce a été décrite sous le protonyme Broteochactas parvulus par Pocock en 1897. Elle est placée dans le genre Neochactas par Soleglad et Fet en 2003.

## Publication originale
- Pocock, 1897 : Report upon the Scorpiones and Pedipalpi obtained on the Lower Amazons by Messrs E.E. Austen and F. Pickard Cambridge during the trip of Mr. Siemens's Steamship Faraday. Annals and Magazine of Natural History, sér. 6, vol. 19, p. 357-368 (texte intégral).